# Eleccions al Parlament d'Ucraïna de 1990
Les Eleccions al Parlament d'Ucraïna de 1990 es van dur a terme entre el 4 i el 18 de març de 1990. Foren les primeres (i últimes) eleccions relativament lliures a la República Socialista Soviètica d'Ucraïna i es van convocar per a elegir diputats al parlament de la república, la Rada Suprema d'Ucraïna al mateix temps de les eleccions als consells provincials.
Encara que la campanya electoral estava lluny de ser clara i transparent, per primer cop es van oferir els primers representants democràtics que desafiaven legalment l'autoritat del Partit Comunista de l'RSS d'Ucraïna en el parlament. Foren escollits un total de 442 diputats nacionals dels 450 escons totals, a causa de la baixa participació.
La convocatòria parlamentària que es va reunir després de les eleccions de 1990 va declarar la independència d'Ucraïna de la Unió Soviètica el 24 d'agost de 1991. Més tard, una modificació del nombre oficial de la convocatòries parlamentàries va reconèixer aquesta 12a Convocatòria del Parlament de la República Socialista Soviètica d'Ucraïna com a 1a convocatòria del primer Parlament d'Ucraïna.

## Antecedents
Arran de la perestroika de Mikhaïl Gorbatxov, la Llei Electoral, aprovada el 27 d'octubre de 1989, incloïa disposicions per a les eleccions directes de persones físiques (oposa al grup de representació d'organitzacions cíviques), la necessitat d'una alternativa (no comunista) als candidats, l'eliminació d'un requisit per a demanar reunions, i altres disposicions relativament democràtiques. No obstant això, les eleccions van estar lluny de ser lliures, ja que el Partit Comunista va retenir el control sobre els mitjans de comunicació, exercia influència política, i tenia una gran base de recursos financers.
Durant la campanya electoral es va formar el Bloc Democràtic, que incloïa el Moviment Popular d'Ucraïna (Rukh), el Comitè de Vigilància de Hèlsinki d'Ucraïna, el Partit Verd d'Ucraïna, i moltes altres organitzacions.

## Resultats
Les eleccions es van dur a terme d'acord amb el sistema electoral majoritari a 450 regions electorals. La primera volta va tenir lloc el 4 de març de 1990. A les circumscripcions electorals on cap dels candidats obtingués almenys el 50% dels vots, va tenir lloc una segona volta el 10 i 18 de març. A les dues voltes van ser elegits un total de 442 diputats, que no arribaren al màxim de 450 diputats a causa de la baixa participació de votants.
Els comunistes van obtenir 331 escons a la Rada Suprema. El Bloc Democràtic va obtenir 111 escons dels 442. Al Parlament, els diputats democràtics va formar el grup "Narodna Rada" (Consell Popular), que constava de 90-125 membres. Narodna Rada es va convertir en el bloc de l'oposició bloc a la majoria parlamentària i Ihor Yukhnovskyi va ser escollit com a líder del grup.

## Conseqüències
La primera reunió del Parlament va tenir lloc el 15 de maig de 1990. Els diputats comunistes elegiren Volodymyr Ivaixko per servir com a president del Parlament, però el 19 de juliol de 1991 va optar per traslladar-se a Moscou per a detenir el càrrec de diputat de la Secretaria General del Partit Comunista de la Unió Soviètica. La popularitat del Partit Comunista va decaure i el juliol del 1990 només 239 diputats comunistes formaven una majoria, un grup anomenat "Per una Ucraïna soviètica sobirana", coneguda informalment com el "grup de 239".
El 16 de juliol de 1990 aquest Parlament va aprovar la Declaració de Sobirania Estatal d'Ucraïna. La Declaració va ser recolzada per 355 diputats. El 18 de juliol el grup "Per una Ucraïna Soviètica Sobirana" dirigit per Oleksander Moroz elegí Leonid Kravtxuk com a President del Parlament.
L'octubre de 1990 el Parlament va modificar la Constitució de 1978 de l'RSS d'Ucraïna, en particular, va eliminar l'article 6. Abans de les esmenes, l'òrgan rector suprem de l'RSS d'Ucraïna era el Comitè Central del Partit Comunista de l'RSS d'Ucraïna.
El 5 de desembre de 1991 Leonid Kravtxuk va rendir la seva tasca parlamentària en acceptar la presidència d'una Ucraïna independent. El càrrec de President del Parlament va ser atorgat a Ivan Plyushch. El 18 de juny de 1992 molts altres parlamentaris abandonaren el grup "Consell Popular", entre ells és Levko Lukyanenko, Pavlo Lazarenko, Anatoliy Kinakh, i molts altres.

## Estadístiques
La primera convocatòria va tenir vuit sessions en què es van presentar 85 documents legals. Sis dels projectes de llei van ser iniciats pel president d'Ucraïna i 38 pel consell de Ministres. Els més productius van ser els dos últims períodes de sessions (7è i 8è), on es van presentar 60 projectes de llei.

## Dirigents durant la convocatòria
| Nom               | Partit/Bloc          | Elecció               | Dimissió            | Convocatòria | Comentari                                              |
| ----------------- | -------------------- | --------------------- | ------------------- | ------------ | ------------------------------------------------------ |
| Ivan Pliusx       | Independent          | 5 de desembre de 1991 | 11 de maig de 1994  | 1 (12)       |                                                        |
| Leonid Kravtxuk   | Comunista (bolxevic) | 23 de juliol de 1990  | 5 de desembre, 1991 | 1 (12)       | Dimití per a presentar-se a les eleccions a President. |
| Volodímir Ivaixko | Comunista (bolxevic) | 4 de juny de 1990     | 9 de juliol de 1990 | 1 (12)       | Dimití quen fou elegit membre del Politburó del PCUS.  |

### Primer ministre
Nota: per al nomenament d'aquest càrrec ha tingut poca influència la Verkhovna Rada fins a la reforma constitucional de 2004.
| # | Foto          | Nom                | Pren possessió         | Deixa el càrrec        | Partit                              | Notes                         |
| - | ------------- | ------------------ | ---------------------- | ---------------------- | ----------------------------------- | ----------------------------- |
| 1 |               | Vitold Fokin       | 23 d'octubre de 1990   | 2 d'octubre de 1992    | Partit Comunista de l'RSS d'Ucraïna | interí el 14 de novembre 1990 |
| 2 |               | Valentín Simonenko | 2 d'octubre de 1992    | 13 d'octubre de 1992   | Independent                         | interí                        |
| 3 | Leonid Kutxma | Leonid Kutxma      | 13 d'octubre de 1992   | 22 de setembre de 1993 | Independent                         |                               |
| 4 |               | Iukhim Zviahilski  | 22 de setembre de 1993 | 16 de juny de 1994     | Independent                         | interí                        |
| 5 |               | Vitali Masdol      | 16 de juny de 1994     | 1 de març de 1995      | Independent                         |                               |